# Project Catapult Microsoft
El Project Catapult es un proyecto creado en 2010 por la corporación Microsoft, utilizando circuitos Field-programmable gate array (FPGA) integrados en un sistema de procesamiento de datos.

## Origen
Las nuevas tecnologías como la inteligencia artificial o el cómputo en la nube exigen una mayor capacidad de procesamiento, lo que obliga a producir nuevos métodos, dispositivos o técnicas para optimizar el rendimiento del hardware de cómputo. La ley de Moore limita la capacidad de resolución de tareas para los CPU, además que los procesadores ya han alcanzado sus límites económicamente rentables de reducción de tamaño y de resistencia a la temperatura. A su vez se necesita que los sistemas de procesamiento tengan una vida útil de seis años, lo que implica hacer que resistan las nuevas necesidades de procesamiento que surjan en ese periodo. Un ejemplo de una solución a las necesidades y problemas anteriores, es el Project Catapult iniciado en 2010 por Microsoft Research, que busca utilizar FPGA´s como arquitectura de hardware de procesamiento.

## Características del Proyecto
Microsoft incrementó las capacidades de su buscador Bing al implementar el cómputo en la nube con FPGA’s junto con la plataforma Azure, usando la técnica de la Configurable Cloud. También utilizó esa tecnología para formar el Project Brainwave, que permite implementar inteligencia artificial en tiempo real con una red de gran velocidad. Microsoft ha trabajado junto a la Universidad de Texas para conseguir desarrollar estas tecnologías.

## Proyecto Académico
Para acelerar la investigación y la innovación en la utilización de FPGA´s para procesamiento Microsoft estableció el Programa Académico Project Catapult, que es apoyado por Intel y por la Universidad de Texas. Los investigadores inscritos a este programa pueden utilizar los nodos de procesamiento sin costo, además de herramientas de desarrollo para producir aplicaciones FPGA.